# Reginald Tyrwhitt
Sir Reginald Yorke Tyrwhitt, 1. baronet Terschelling i Oksfordu /ˈtɪrɪt/ GCB, DSO (ur. 10 maja 1870 w Ketelby w Wielkiej Brytanii, zm. 30 maja 1951 w Sandhurst) – brytyjski admirał, podczas I wojny światowej dowódca Harwich Force, zespołu lekkich okrętów floty operującego u wschodnich wybrzeży Anglii.

## Życiorys
Urodził się 10 maja 1870 roku jako piąty syn wielebnego Richarda St Johna Tyrwhitta a czwarty jego drugiej żony Caroline. Karierę w Royal Navy rozpoczął jako kadet na statku szkolnym HMS „Britannia” w Dartmouth w 1883 roku. W 1892 roku otrzymał awans na porucznika marynarki i rozpoczął służbę na śrubowej korwecie HMS „Cleopatra”. W 1896 roku otrzymał pierwsze dowództwo okrętu: niszczyciela HMS „Hart”. W 1903 roku otrzymał awans na komandora podporucznika. W tym samym roku ożenił się z Sarą Corbally, z którą miał troje dzieci: syna i dwie córki.
W 1908 roku Reginald Tyrwhitt został awansowany na komandora, zaś w 1912 roku otrzymał dowództwo 2. Flotylli Niszczycieli Home Fleet. W rok później został przełożonym całości sił niszczycieli Home Fleet a w 1914 roku awansował do stopnia komodora.
Po wybuchu I wojny światowej Reginald Tyrwhitt dowodził lekkimi siłami Royal Navy bazującymi w Harwich na wschodnim wybrzeżu Anglii, znanymi jako Harwich Force. Jako ich dowódca wziął czynny udział w bitwach koło Helgolandu w 1914 i na Dogger Bank w 1915 roku. W 1916 roku został odznaczony Distinguished Service Order. W tym samym roku otrzymał Order Łaźni, a rok później jego Krzyż Komandorski. W 1918 roku został awansowany do stopnia kontradmirała. Na mocy postanowień rozejmu w Compiègne przyjmował w Harwich poddające się niemieckie U-Booty.
Po zakończeniu I wojny światowej admirał Tyrwhitt otrzymał tytuł baroneta i przydział do Gibraltaru. Następnie dowodził między innymi dywizjonem krążowników na Morzu Śródziemnym oraz, już w stopniu wiceadmirała, China Station w latach 1926–1928. Podczas służby w Chinach został kawalerem Krzyża Wielkiego Orderu Łaźni. W 1934 roku został mianowany admirałem floty.
Po wybuchu II wojny światowej, pomimo podeszłego wieku, wstąpił do służby w Home Guard. Zmarł w posiadłości Ellenden w Sandhurst w hrabstwie Kent. Na jego cześć w 1918 roku otrzymał swą nazwę szczyt Mount Tyrwhitt (2874 m n.p.m.) w paśmie Canadian Rockies w kanadyjskiej prowincji Alberta.

## Odznaczenia
- Order Łaźni:
  - Knight Grand Cross – 1929
  - Knight Commander – 1917
  - Companion – 1914
- Distinguished Service Order – 1916
- Ufficiale Orderu Sabaudzkiego Wojskowego (Włochy) – 1917
- Order Skarbu Świętego I Klasy (Japonia)
- Commandeur Legii Honorowej (Francja) – 1916
- Croix de Guerre 1914-1918 (Francja)